# 耶律八哥 (公主)
耶律八哥（?—?），为契丹（遼朝）皇族，辽圣宗耶律隆绪的第九女。
耶律八哥母亲白氏，同胞姊妹有耶律十哥、耶律擘失、耶律泰哥。耶律八哥被封为同昌县主、同昌公主，下嫁北府宰相刘慎行之子刘三嘏。刘三嘏与公主不谐，宋仁宗庆历年间逃奔宋，被宋朝遣归，遭禁锢，一说被杀。  

## 传記資料
- 《遼史》公主表